# Sint-Willibrorduskerk (Lommersweiler)

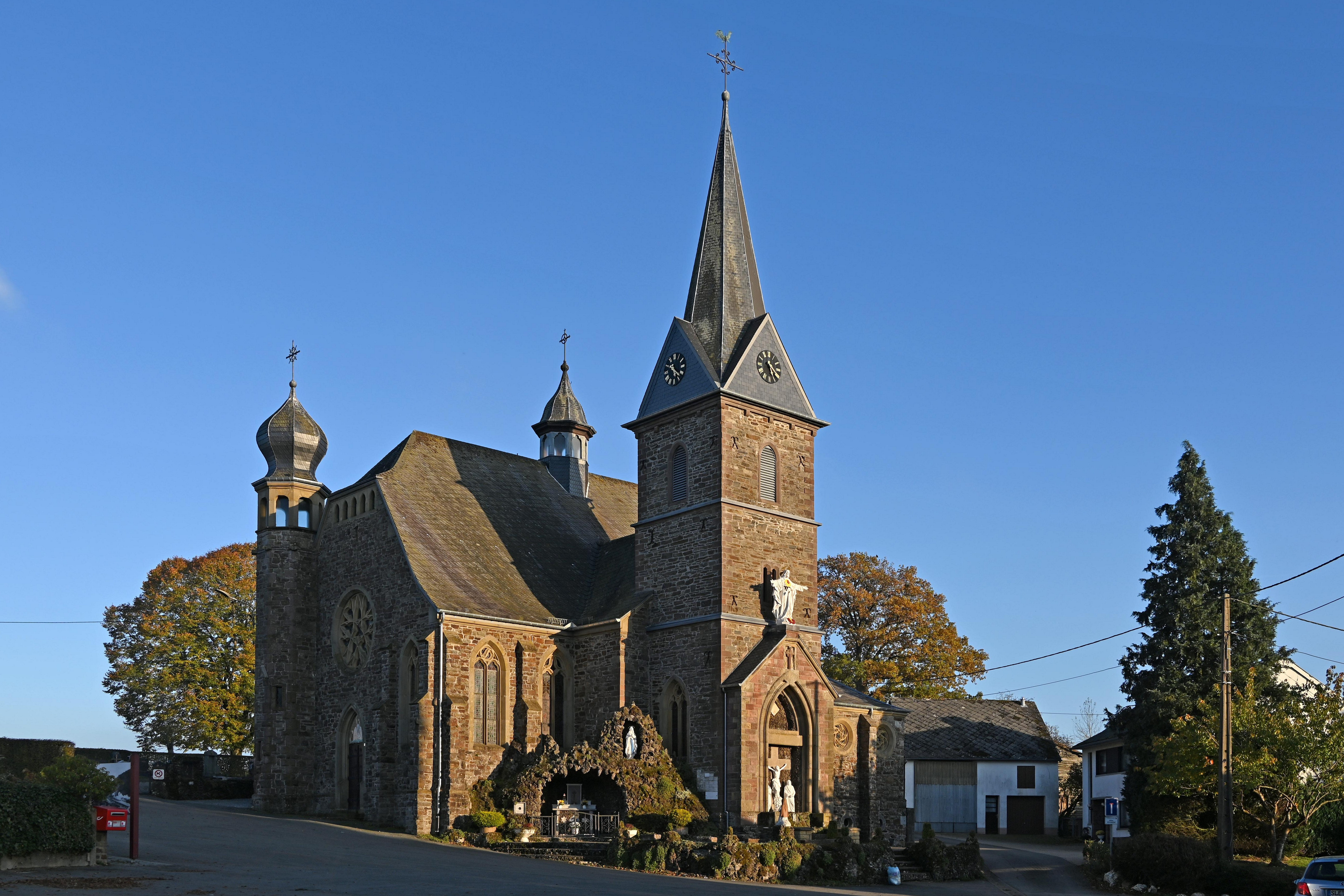
Sint-Willibrorduskerk

De Sint-Willibrorduskerk (Duits: Sankt Willibrordus Kirche) is de parochiekerk van de tot de gemeente Sankt Vith behorende plaats Lommersweiler in de Belgische provincie Luik. De kerk is gelegen aan het Alter Kirchpfad.

## Geschiedenis
Er bestond een oudere kerk die in de 15e en 16e eeuw werd vervangen.
In 1924 werd het schip van deze kerk gesloopt en vervangen door een loodrecht op de as van de kerk gebouwd nieuw schip, ontworpen door architect Cnyrim en opgetrokken in breuksteen. Van de voormalige kerk bleven de voorgebouwde toren en het driezijdig afgesloten koor. Het nu noord-zuid georiënteerde schip heeft een portaal aan de noordzijde en is uitgevoerd in neogotische stijl.
De toren heeft drie geledingen en een rombische spits. Aan de westzijde is een nis met calvarieberg aangebracht.
Achter de kerk ligt een begraafplaats.

## Interieur
Het hoofdaltaar, van 1680, is in barokstijl. Daarnaast zijn er een tweetal zijaltaren, eveneens in barokstijl, met een piëta respectievelijk een Sint-Willibrordusbeeld. Beide zijn van omstreeks 1700. Dan zijn er twee neogotische zijaltaren in houtsnijwerk, van 1924. Er is een preekstoel van omstreeks 1750 en een 18e-eeuwse biechtstoel.  